# Jānis Cimze
Jānis Cimze (født 3. juli 1814 i Raunas pagasts i Guvernement Livland, død 22. oktober 1881 i Valka i Guvernement Livland) var en lettisk pædagog, indsamler og harmoniserer af folkesange, organist, grundlægger af lettisk kormusik og initiativtager til den professionelle lettiske musik. Han ligger begravet på Lugaži kirkegård.

## Tidlige liv
Jānis Cimze blev født på Cimze gods ind i en godsforvalters familie. Hans grunduddannelse foregik ved Rauna sogneskole, hvor han også lærte at spille orgel. I en alder af seksten arbejdede han som huslærer, senere blev han lærer på Valmiera sogneskole og virkede også som organist.

## Uddannelse
I 1836 rejste Cimze til Tyskland for at studere på Weissenfels lærerseminar, som han afsluttede i 1838. Det var dér han lærte at spille violin og klaver og forbedrede sine evner som organist. I 1838–39 var han ekstern studerende ved Humboldt-Universität zu Berlin, hvor han deltog i forelæsninger om matematik, didaktik og musikteori. Hans musikprofessor var Ludwig Christian Erk, en samler, harmoniserer, udgiver og forsker af tyske folkesange.

## Vidzeme Lærerseminar
Efter hjemkomsten fra Tyskland i 1839 og til enden af sine dage, ledede Cimze Vidzeme Lærerseminar, hvor han underviste kommende lærere i dirigering af kor og harmonisering af folkesange. Cimze fulgte Johann Heinrich Pestalozzis og Adolph Diesterwegs principper, og al undervisning foregik på tysk.
I løbet af sine 42 års arbejde ved lærerseminaret uddannede Cimze mere end 400 studerende, der senere blev lettiske og estiske lærere. At være lærer i det 19. århundrede betød også at være pædagog, musiker, litterær og offentlig figur. I anden halvdel af det 19. århundrede organiserede lærere kor og arbejdede med dem og kulturelle foreninger.

## Musikalsk arv
Jānis Cimze fremmede udviklingen af lettisk korsang og dyrkning af a cappella-optræden. Hans samling af sange for kor "Dziesmu Rota" (Krans af melodier) blev offentliggjort i otte dele i 1872–84. Denne første professionelle samling af sange for kor i Letland nogensinde dannede grundlaget for den lettiske korkultur. Delene II (1872), III (1874), IV (1875) og VII (1884) af "Dziesmu Rota", som går under titlen "Lauku puķes" (Vilde Blomster), er de første samlinger af lettiske folkesange-arrangementer og repræsenterer en række folkesangsgenrer: sange om årstider og familieskikke, arbejdssange, afskedssange for rekrutter og værnepligtige, sange for forældreløse børn samt sangelege og vuggeviser.
Jānis Cimze var den første fremtrædende lettiske skikkelse indenfor musikken, hvis eksempel inspirerede til omfattende samling af, forlagsvirksomhed for, arrangement af og forskning i folkemusik. Den skabte udviklingen af korsang-bevægelsen og skabelsen af nye originale kompositioner. Takket være Cimzes aktiviteter og hans elever, afholdtes de første estiske og lettiske sangfestivaler i hhv. 1869 og 1873. Cimze var blandt dem, der fik idéen til begivenheden, mens hans studerende og lektor Indriķis Zīle var en af de vigtigste dirigenter under sangfestivalerne. Programmet for sangfestivalerne omfattede flere arrangementer af folkesange af Cimze og hans bror David. Cimzes tyske følelser dukkede op, da han sammenlignede tre brødre, der laver medgifts-skrin til deres søster i sangen "Rīga dimd" (Riga genlyder) med den tyske adel, den lutherske kirke og det tyske Riga. For dette blev han stærkt kritiseret af den samtidige lettiske forfatter Atis Kronvalds.